# Луняка Дмитро Віталійович
Дмитро Луняка (нар. 26 жовтня 1999, м. Хмельницький) — український поет і перекладач. Переможець і лауреат літературних конкурсів і фестивалів. Військовослужбовець ЗСУ.

## Життєпис
Народився у Хмельницькому, 17 років жив у місті Вінниці. Є сином і онуком військових. Один дід служив старшиною прикордонної застави у військах радянського союзу. Був на іранському кордоні, другий дід воював в Афганістані.
Навчався у Вінниці в Гуманітарній гімназії №1 ім. М. І. Пирогова.
Навчався в Київському національному університеті ім. Тараса Шевченка, у 2021 році здобув ступінь бакалавра з української філології. Під час навчання брав участь у літературній студії імені М. Рильського, друкувався в альманахах, газетах. 
Після навчання працював журналістом, а потім бібліотекарем у Публічній бібліотеці імені Лесі Українки в Києві.
Перед війною ходив на вишколи від Правого сектору, був на полігоні у Марусі Звіробій. З початком повномасштабної війни, 25 лютого 2022 добровільно мобілізувався до Збройних сил України.

## Творчість

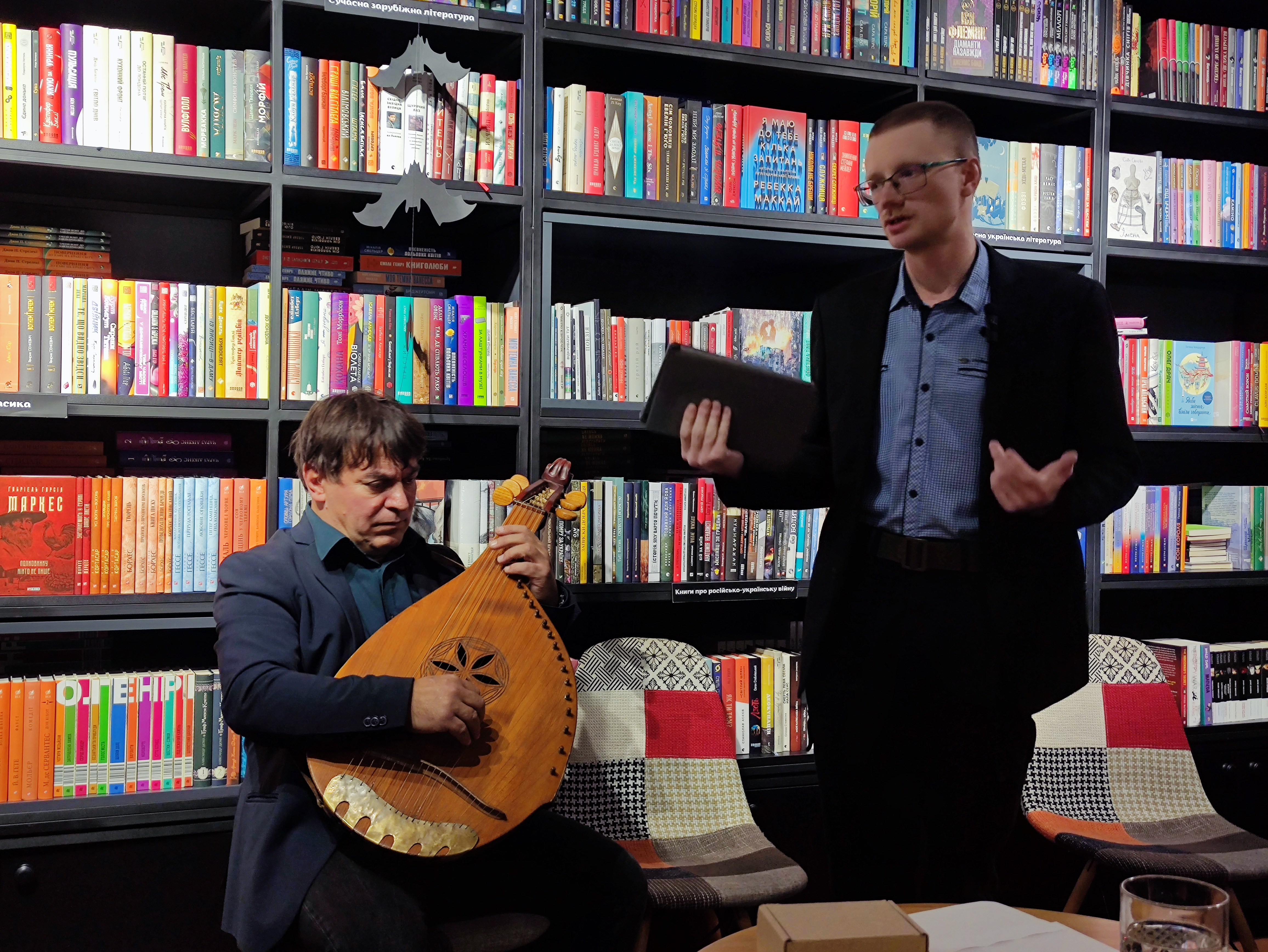
Дмитро Луняка читає свої вірші під музику Василя Лютого, Сковорода Book у Києві, листопад 2024

В 11 років захопився українською літературою і почав писати перші вірші. З початком Революції гідності почав писати патріотичну лірику. 
У п'ятнадцятирічному віці став автором власної збірки поезій «Душі моєї сад» (2014).
Добірки віршів друкувалися в газетах «33 канал», «Літературна Україна», антології «шраМИ». 
Перекладає з німецької, польської, білоруської, переклав 21 сонет Вільяма Шекспіра.
У своїй поезії Дмитро Луняка розповідає про війну, кохання, біль, розпач і всеосяжне бажання жити у вільній країні.
Видання
- Дмитро Луняка // шраМИ: антологія / упоряд. Вікторія Шевель. Київ: Креативна агенція «Артіль», 2023, 152 с. ISBN 978-966-986-618-9. Сторінки 140–141.

## Відзнаки
- Переможець конкурсу юних поетів «Зелене гроно» (2017).[11]
- Переможець Всеукраїнського фестивалю «Читач року-2018».[12]
- Лауреат фестивалю Відкриті небеса (2019).[13]